# Melodies Fork Now
Melodies Fork Now è il secondo album del musicista italiano Koolmorf Widesen, aka Leonardo Barbadoro, pubblicato nel 2009 per la label italiana EVES. Si tratta di un album di musica elettronica di ispirazione IDM, con influenze jungle ed intermezzi di archi e pianoforte.

## Tracce
1. My Arms Bend Back
2. The Bind Beam Fuck
3. Zuoel If Pick
4. The Cowboy
5. Doppelgänger
6. BOB
7. A Liar Saw It Tony + A Trial Swan I Toy
8. K21
9. Oh! Scorn Krunds!
10. Rockets
11. Fakir Pool Moon
12. Candlestick